# Dungeon Meshi – Lochy i smakołyki
Dungeon Meshi – Lochy i smakołyki (jap. ダンジョン飯 Danjon meshi) – manga autorstwa Ryōko Kui, publikowana w magazynie internetowym „Harta” wydawnictwa Enterbrain od lutego 2014 do września 2023. W Polsce prawa do wydawania mangi nabyło Waneko.
Na jej podstawie studio Trigger wyprodukowało serial anime, który emitowano od stycznia do czerwca 2024. Zapowiedziano powstanie drugiego sezonu. W Polsce anime dystrybuowane jest pod angielskim tytułem Delicious in Dungeon przez Netflix.

## Fabuła
W świecie fantasy, gildie wyruszają na wyprawy, aby eksplorować lochy. Grupa sześciu poszukiwaczy próbuje zabić smoka, jednak zostają zmuszeni do ucieczki, ponosząc stratę w postaci siostry lidera, Falin. Dwóch członków odchodzi, a reszta drużyny postanawia wrócić do lochu, aby pomścić poległą towarzyszkę. Ponieważ większość zapasów pozostała w lochu, ich misja wydaje się niemożliwa. Jednak Laios sugeruje, że mogą znaleźć jedzenie wewnątrz lochu, dlatego przedstawia Chilchuckowi i Marcille książkę kucharską o przyrządzaniu posiłków z potworów, próbując przekonać ich do swojego planu. Pomimo początkowej niechęci, dwójka zgadza się i wraz z Laiosem powracają do lochu. Tam spotykają Senshiego, krasnoluda, który posiada dziesięcioletnie doświadczenie w przetrwaniu w lochu dzięki gotowaniu potworów i zbieraniu żywności. Historia opowiada o ich podróżach przez loch oraz tworzonych przez nich nietypowych posiłkach.

## Bohaterowie

### Drużyna Laiosa
- Laios (jap. ライオス Raiosu)

Seiyū: Kentarō Kumagai 
Człowiek, który wraz ze swoją drużyną wyrusza do lochu, aby uratować swoją siostrę Falin, zanim smok, który ich pokonał, ją strawi. Jest silnym wojownikiem i liderem drużyny o spokojnym i łagodnym charakterze. Jednak gdy się ekscytuje, mówi szybko i bywa nietaktowny. Z entuzjazmem próbuje różnych potraw z potworów i często wykorzystuje wiedzę zdobytą podczas gotowania do opracowywania skutecznych technik ich pokonywania.
- Marcille (jap. マルシル Marushiru)

Seiyū: Sayaka Senbongi 
Ostrożna półelfia czarodziejka i członkini drużyny Laiosa, która posługuje się drewnianą laską i potrafi używać różnych form magii. Zazwyczaj jest niechętna, a czasem wręcz odmawia jedzenia potworów. Dzięki swoim umiejętnościom magicznym może rzucać skomplikowane lub potężne zaklęcia z minimalnym przygotowaniem, czego jej towarzysze często nie doceniają.
- Chilchuck (jap. チルチャック Chiruchakku)

Seiyū: Asuna Tomari 
Niziołek, specjalista od zamków i członek drużyny Laiosa. Odznacza się dużą zręcznością i wyostrzonymi zmysłami, które wykorzystuje do rozbrajania pułapek, odnajdywania ukrytych ścieżek oraz kradzieży na rzecz grupy. Często upomina Laiosa za jego nietaktowne zachowanie i obsesję na punkcie potworów, ale w głębi duszy troszczy się o swoich towarzyszy. Nie lubi, gdy inni przejmują jego obowiązki lub podejmują niepotrzebne ryzyko, i zazwyczaj unika walki, choć potrafi posługiwać się łukiem i strzałami.
- Senshi (jap. センシ)

Seiyū: Hiroshi Naka 
Krasnoludzki wojownik, który dołącza do drużyny, aby spełnić swoje marzenie o ugotowaniu smoka, którego Laios i jego drużyna zamierzają zabić. Ma dużą wiedzę o lochu i zamieszkujących go potworach oraz jest mistrzem w gotowaniu. Zwykle dzierży duży topór, ale zawsze nosi przy sobie garnek i przybory kuchenne. Dba o to, aby drużyna była dobrze odżywiona i miała zbilansowaną dietę, co pozwoli im przetrwać w lochu.
- Izutsumi (jap. イヅツミ)

Seiyū: Mitsuho Kanbe 
Młoda ludzka dziewczyna, która została porwana i przemieniona w zwierzołaczkę, gdy miała sześć lat. Dzieli swoją formę z istotą Wielkiego Kota, potwora przypominającego dużego kota. Po tym, jak kupił ją ojciec Shuro, podróżowała z nimi, dopóki nie spotkała grupy Laiosa, do której dołączyła w poszukiwaniu lekarstwa na swoją postać. Jest niezależna i obojętna, ale w razie potrzeby broni swoich towarzyszy.

#### Byli członkowie
- Falin (jap. ファリン Farin)

Seiyū: Saori Hayami 
Młodsza siostra Laiosa i była członkini jego grupy. Jest delikatną osobą, która podziela miłość swojego brata do potworów. Została pożarta przez smoka na dnie lochu po tym, jak użyła swojej magii, aby teleportować drużynę w bezpieczne miejsce. Laios i reszta wyruszają, aby ją uratować i wskrzesić, zanim zakończy się miesięczny cykl trawienia smoka, po którym nie będzie już można jej ożywić. Ma wyjątkową zdolność komunikowania się z duchami, którą wykorzystywała do ochrony drużyny i usuwania duchów opętujących ciała.
- Namari (jap. ナマリ)

Seiyū: Akira Miki 
Zuchwała krasnoludzka wojowniczka i była członkini drużyny Laiosa, która odeszła, aby pracować z Tansusem. Jest ekspertką od broni i ma szeroką wiedzę na temat metali oraz rodzajów uzbrojenia.
- Shuro (jap. シュロー Shurō) / Toshiro Nakamoto (jap. 半本 俊朗 Nakamoto Toshirō)

Seiyū: Shinji Kawada 
Ludzki wojownik z odległej wyspy, wywodzący się z rodziny szlacheckiej. Zdecydował się zbadać loch, aby doskonalić swoje umiejętności, i zakochał się w Falin po tym, jak zobaczył ją obserwującą gąsienicę. Po śmierci Falin i przeniesieniu na powierzchnię wraca do lochu z kilkoma sługami, w tym Izutsumi, aby ją uratować. Jest powściągliwy i często pada ofiarą braku świadomości społecznej Laiosa.

### Drużyna Kabru
- Kabru (jap. カブルー Kaburū)

Seiyū: Wataru Katō 
Ludzki wojownik, który prowadzi oddzielną drużynę, aby zbadać loch na wyspie. Interesuje się ludźmi, ale nie lubi potworów z powodu traumy związanej z innym lochem. Pomimo chęci dotarcia na same dno lochu i rozwiązania jego tajemnic, jego drużyna nie jest zbyt silna i została kilkakrotnie zabita. Nienawidzi walki z potworami i ich jedzenia, ale jest utalentowanym wojownikiem w starciach z innymi ludźmi. Posiada zdolność do czytania ludzi i rozumienia sytuacji przy niewielkiej ilości informacji.
- Rinsha (jap. リンシャ)

Seiyū: Rie Takahashi 
- Mickbell (jap. ミックベル Mikkuberu)

Seiyū: Miyu Tomita 
- Kuro (jap. クロ)

Seiyū: Tōru Nara 
- Holm (jap. ホルム Horumu)

Seiyū: Yūya Hirose 
- Daya (jap. ダイア Daia)

Seiyū: Kei Kawamura 

### Inni
- Thistle (jap. シスル Shisuru)

Seiyū: Yū Kobayashi 
Elf, którego Laios po raz pierwszy spotkał wewnątrz żywych obrazów. Pojawił się ponownie przed grupą Laiosa, po tym jak pokonali czerwonego smoka, który strawił Falin. Później okazuje się, że jest Szalonym Magiem, który kontroluje loch, w którym rozgrywa się historia.

## Manga
Pierwszy rozdział mangi został opublikowany 22 marca 2017 w magazynie „Harta”. Wydawnictwo Enterbrain zebrało jej rozdziały w 14 tankōbonach, wydawanych od 15 stycznia 2015 do 15 grudnia 2023. Ostatni rozdział ukazał się 15 września 2023. 
13 września 2024 wydanie mangi w Polsce zapowiedziało Waneko, premiera odbyła się zaś 19 grudnia tego samego roku. 
| Nr | Język japoński   | Język japoński         | Język polski     | Język polski           |
| Nr | Data wydania     | ISBN                   | Data wydania     | ISBN                   |
| --- | ---------------- | ---------------------- | ---------------- | ---------------------- |
| 1 | 15 stycznia 2015 | ISBN 978-4-04-730153-5 | 19 grudnia 2024  | ISBN 978-83-8242-912-1 |
| Lista rozdziałów - 01. Gorący kociołek (jap. 水炊き Mizutaki) - 02. Tarta (jap. タルト Taruto) - 03. Pieczony bazyliszek (jap. ローストバジリスク Rōsuto bajirisuku) - 04. Omlet (jap. オムレツ Omuretsu) - 05. Kakiage (jap. かき揚げ) - 06. Żywa zbroja, cz. 1 (jap. 動く鎧 ‐１‐ Ugoku yoroi ‐1‐) - 07. Żywa zbroja, cz. 2 (jap. 動く鎧 ‐２‐ Ugoku yoroi ‐2‐) - Bonus. Potworne ciekawostki 1 (jap. モンスターよもやま話1 Monsutā yomoyamabanashi 1) |                  |                        |                  |                        |
| 2 | 12 sierpnia 2015 | ISBN 978-4-04-730676-9 | 24 lutego 2025   | ISBN 978-83-8242-913-8 |
| Lista rozdziałów - 08. Duszona kapusta (jap. キャベツ煮 Kyabetsu ni) - 09. Orkowie (jap. オーク Ōku) - 10. Przekąski (jap. おやつ Oyatsu) - 11. Sorbet (jap. ソルベ Sorube) - 12. Kuchnia dworska (jap. 宮廷料理 Kyūtei ryōri) - 13. Shioyude (jap. 塩茹で) - 14. Kelpie (jap. 水棲馬 Kerupī) - Bonus. Potworne ciekawostki 2 (jap. モンスターよもやま話2 Monsutā yomoyamabanashi 2)                                                                   |                  |                        |                  |                        |
| 3 | 12 sierpnia 2016 | ISBN 978-4-04-734243-9 | 25 kwietnia 2025 | ISBN 978-83-8242-914-5 |
| Lista rozdziałów - 15. Zōsui (jap. 雑炊) - 16. Kabayaki (jap. 蒲焼き) - 17. Kiichigo (jap. 木苺) - 18. Yakiniku (jap. 焼き肉) - 19. Tentakurusu (jap. テンタクルス) - 20. Shichū (jap. シチュー) - 21. Ōgaeru (jap. 大ガエル) - Bonus. Monsutā yomoyamabanashi 3 (jap. モンスターよもやま話3) |                  |                        |                  |                        |
| 4 | 15 lutego 2017   | ISBN 978-4-04-734417-4 | 26 czerwca 2025  | ISBN 978-83-8242-915-2 |
| Lista rozdziałów - 22. Chijō nite (jap. 地上にて) - 23. Reddo doragon 1 (jap. 炎竜1) - 24. Reddo doragon 2 (jap. 炎竜2) - 25. Reddo doragon 3 (jap. 炎竜3) - 26. Reddo doragon 4 (jap. 炎竜4) - 27. Reddo doragon 5 (jap. 炎竜5) - 28. Reddo doragon 6 (jap. 炎竜6) - Bonus. Monsutā yomoyamabanashi 4 (jap. モンスターよもやま話4) |                  |                        |                  |                        |
| 5 | 10 sierpnia 2017 | ISBN 978-4-04-734631-4 | 25 sierpnia 2025 |                        |
| Lista rozdziałów - 29. Reddo doragon 7 (jap. 炎竜7) - 30. Ryōyaku (jap. 良薬) - 31. Shīsāpento zenpen (jap. シーサーペント 前編) - 32. Shīsāpento kōhen (jap. シーサーペント 後編) - 33. Doraiado (jap. ドライアド) - 34. Kokatorisu (jap. コカトリス) - 35. Sōjiya (jap. 掃除屋) - Bonus. Monsutā yomoyamabanashi 5 (jap. モンスターよもやま話5) |                  |                        |                  |                        |
| 6 | 13 kwietnia 2018 | ISBN 978-4-04-735131-8 | —                |                        |
| Lista rozdziałów - 36. Mirin boshi (jap. みりん干し) - 37. Hāpī (jap. ハーピー) - 38. Kimera (jap. キメラ) - 39. Sheipu shifutā ‐1‐ (jap. シェイプシフター ‐１‐) - 40. Sheipu shifutā ‐2‐ (jap. シェイプシフター ‐２‐) - 41. Yamanba (jap. 山姥) - 42. Muma (jap. 夢魔) - Bonus. Monsutā yomoyamabanashi 6 (jap. モンスターよもやま話6) |                  |                        |                  |                        |
| 7 | 12 kwietnia 2019 | ISBN 978-4-04-735639-9 | —                |                        |
| Lista rozdziałów - 43. Aisu gōremu (jap. アイスゴーレム) - 44. Baromettsu (jap. バロメッツ) - 45. Tamago (jap. 卵) - 46. Ōgonkyō (jap. 黄金郷) - 47. Gurifin (jap. グリフィン) - 48. Tsukaima (jap. 使い魔) - 49. Gurifin no sūpu (jap. グリフィンのスープ) - Bonus. Monsutā yomoyamabanashi 7 (jap. モンスターよもやま話7) |                  |                        |                  |                        |
| 8 | 14 września 2019 | ISBN 978-4-04-735626-9 | —                |                        |
| Lista rozdziałów - 50. Danpuringu ‐1‐ (jap. ダンプリング ‐１‐) - 51. Danpuringu ‐2‐ (jap. ダンプリング ‐２‐) - 52. Bēkon’eggu (jap. ベーコンエッグ) - 53. Chika 1-kai nite ‐1‐ (jap. 地下１階にて ‐１‐) - 54. Chika 1-kai nite ‐2‐ (jap. 地下１階にて ‐２‐) - 55. Chika 1-kai nite ‐3‐ (jap. 地下１階にて ‐３‐) - 56. Baikōn (jap. バイコーン) - Bonus. Monsutā yomoyamabanashi 8 (jap. モンスターよもやま話8)                                         |                  |                        |                  |                        |
| 9 | 15 maja 2020     | ISBN 978-4-04-736116-4 | —                |                        |
| Lista rozdziałów - 57. Kabutoni (jap. 兜煮) - 58. Sakyubasu zenpen (jap. サキュバス 前編) - 59. Sakyubasu kōhen (jap. サキュバス 後編) - 60. Yūyoku no shishi (jap. 有翼の獅子) - 61. Yaki aruki kinoko (jap. 焼き歩き茸) - 62. 6-kakan (jap. ６日間) - Bonus. Monsutā yomoyamabanashi 9 (jap. モンスターよもやま話9) |                  |                        |                  |                        |
| 10 | 13 lutego 2021   | ISBN 978-4-04-736274-1 | —                |                        |
| Lista rozdziałów - 63. Konfi (jap. コンフィ) - 64. Usagi ‐1‐ (jap. ウサギ ‐１‐) - 65. Usagi ‐2‐ (jap. ウサギ ‐２‐) - 66. Karē ‐1‐ (jap. カレー ‐１‐) - 67. Karē ‐2‐ (jap. カレー ‐２‐) - 68. Shisuru ‐1‐ (jap. シスル ‐１‐) - 69. Shisuru ‐2‐ (jap. シスル ‐２‐) - Bonus. Monsutā yomoyamabanashi 10 (jap. モンスターよもやま話10) |                  |                        |                  |                        |
| 11 | 15 września 2021 | ISBN 978-4-04-736622-0 | —                |                        |
| Lista rozdziałów - 70. Shisuru ‐3‐ (jap. シスル ‐３‐) - 71. Shisuru ‐4‐ (jap. シスル ‐４‐) - 72. Shisuru ‐5‐ (jap. シスル ‐５‐) - 73. Babaroa (jap. ババロア) - 74. Ririkumumuare (jap. リリクムムアレ) - 75. Meikyū no aruji ‐1‐ (jap. 迷宮の主 ‐１‐) - 76. Meikyū no aruji ‐2‐ (jap. 迷宮の主 ‐２‐) - Bonus. Monsutā yomoyamabanashi 11 (jap. モンスターよもやま話11)                                                                                |                  |                        |                  |                        |
| 12 | 10 sierpnia 2022 | ISBN 978-4-04-737046-3 | —                |                        |
| Lista rozdziałów - 77. Meikyū (jap. 迷宮) - 78. Meikyū 2 (jap. 迷宮2) - 79. Kiseichū (jap. 寄生虫) - 80. Shokumotsu rensa (jap. 食物連鎖) - 81. Kyōdo ryōri (jap. 郷土料理) - 82. Marushiru (jap. マルシル) - 83. Marushiru 2 (jap. マルシル2) - 84. Marushiru 3 (jap. マルシル3) - 85. Marushiru 4 (jap. マルシル4) - Bonus. Monsutā yomoyamabanashi 12 (jap. モンスターよもやま話12)                                                                 |                  |                        |                  |                        |
| 13 | 15 grudnia 2023  | ISBN 978-4-04-737456-0 | —                |                        |
| Lista rozdziałów - 86. Yokujishi (jap. 翼獅子) - 87. Yokujishi 2 (jap. 翼獅子2) - 88. Yokujishi 3 (jap. 翼獅子3) - 89. Yokujishi 4 (jap. 翼獅子4) - 90. Yokujishi 5 (jap. 翼獅子5) - 91. Yokujishi 6 (jap. 翼獅子6) - Bonus. Monsutā yomoyamabanashi 13 (jap. モンスターよもやま話13) |                  |                        |                  |                        |
| 14 | 15 grudnia 2023  | ISBN 978-4-04-737740-0 | —                |                        |
| Lista rozdziałów - 92. Shima (jap. 島) - 93. Farin ‐1‐ (jap. ファリン ‐１‐) - 94. Farin ‐2‐ (jap. ファリン ‐２‐) - 95. Farin ‐3‐ (jap. ファリン ‐３‐) - 96. Farin ‐4‐ (jap. ファリン ‐４‐) - 97. Danjon meshi (jap. ダンジョン飯) - Bonus. Monsutā yomoyamabanashi 14 (jap. モンスターよもやま話14) |                  |                        |                  |                        |

## Anime
W sierpniu 2022 ogłoszono, że manga otrzyma adaptację w formie telewizyjnego serialu anime wyprodukowanego przez studio Trigger. Serię wyreżyserował Yoshihiro Miyajima, scenariusz napisał Kimiko Ueno, postacie zaprojektował Naoki Takeda, a muzykę skomponowali Yasunori Mitsuda i Shunsuke Tsuchiya. Anime było emitowane od 4 stycznia do 13 czerwca 2024 w Tokyo MX i innych stacjach. Prawa do dystrybucji serii nabył Netflix. Motywem otwierającym jest „Sleep Walking Orchestra” w wykonaniu Bump of Chicken, końcowym zaś „Party!!” autorstwa Ryokuoushoku Shakai. Drugim motywem otwierającym jest „Unmei” (jap. 運命) w wykonaniu Sumiki, natomiast końcowym „Kirakira no hai” (jap. キラキラの灰) autorstwa Regal Lily.
Po ostatnim odcinku pierwszego sezonu zapowiedziano powstanie sezonu drugiego.

### Lista odcinków
| №  | Tytuł | Premiera         |
| -- | --- | ---------------- |
| 1  | Gorący kociołek / tarta Mizutaki / taruto (水炊き/タルト)                                                          | 4 stycznia 2024  |
| 2  | Pieczony bazyliszek / omlet / kakiage Rōsutobajirisuku / omuretsu / kakiage (ローストバジリスク/オムレツ/かき揚げ) | 11 stycznia 2024 |
| 3  | Żywa zbroja Ugoku yoroi (動く鎧)                                                                                   | 18 stycznia 2024 |
| 4  | Duszona kapusta / Orkowie Kyabetsu ni / ōku (キャベツ煮 / オーク)                                                  | 25 stycznia 2024 |
| 5  | Przekąski / sorbet Oyatsu / sorube (おやつ / ソルベ)                                                               | 1 lutego 2024    |
| 6  | Dania dworskie / gotowane w słonej wodzie Kyūteiryōri / shioyude (宮廷料理 / 塩茹で)                               | 8 lutego 2024    |
| 7  | Kelpie / Owsianka / Zgrillowany z sosem Kerupī / zōsui / kabayaki (水棲馬 / 雑炊 / 蒲焼き)                         | 15 lutego 2024   |
| 8  | Maliny / Mięso z grilla Kiichigo / yakiniku (木苺 / 焼き肉)                                                        | 22 lutego 2024   |
| 9  | Macki / gulasz Tentakurusu / shichū (テンタクルス / シチュー)                                                      | 29 lutego 2024   |
| 10 | Żaby olbrzymie / wysoko Ōgaeru / chijōnite (大ガエル / 地上にて)                                                   | 7 marca 2024     |
| 11 | Czerwony Smok I Reddo doragon ichi (炎竜１)                                                                        | 14 marca 2024    |
| 12 | Czerwony Smok II Reddo doragon ni (炎竜２)                                                                         | 21 marca 2024    |
| 13 | Czerwony Smok III / Dobre lekarstwo Reddo doragon san / ryōyaku (炎竜3 / 良薬)                                     | 28 marca 2024    |
| 14 | Wąż wodny Shīsāpento (シーサーペント)                                                                              | 4 kwietnia 2024  |
| 15 | Driady / Kokatris Doraiado / kokatorisu (ドライアド / コカトリス)                                                  | 11 kwietnia 2024 |
| 16 | Czyściciele / Danie ze wschodu Sōjiya / mirin boshi (掃除屋 / みりん干し)                                          | 18 kwietnia 2024 |
| 17 | Harpia / Chimera Hāpī / kimera (ハーピー / キメラ)                                                                 | 25 kwietnia 2024 |
| 18 | Zmiennokształtny Sheipu shifutā (シェイプシフター)                                                                 | 2 maja 2024      |
| 19 | Wiedźma / Zmora Yamanba / muma (山姥 / 夢魔)                                                                       | 9 maja 2024      |
| 20 | Golem lodowy / Barometz Aisu gōremu / baromettsu (アイスゴーレム / バロメッツ)                                     | 16 maja 2024     |
| 21 | Jajko / Złote królestwo Tamago / ōgonkyō (卵 / 黄金郷)                                                             | 23 maja 2024     |
| 22 | Gryf / Chowańce Gurifin / tsukaima (グリフィン / 使い魔)                                                           | 30 maja 2024     |
| 23 | Zupa z gryfa / Pierożki -1- Gurifin no sūpu / danpuringu 1 (グリフィンのスープ / ダンプリング1)                    | 6 czerwca 2024   |
| 24 | Pierożki -2- / Jajka na bekonie Danpuringu 2 / Bēkon’eggu (ダンプリング2 / ベーコンエッグ)                         | 13 czerwca 2024  |